# HL Большой Медведицы
HL Большой Медведицы (лат. HL Ursae Majoris), HD 96360 — одиночная переменная звезда в созвездии Большой Медведицы на расстоянии приблизительно 1375 световых лет (около 422 парсеков) от Солнца. Видимая звёздная величина звезды — от +8,17m до +7,98m.

## Характеристики
HL Большой Медведицы — красная пульсирующая полуправильная переменная звезда типа SRB (SRB) спектрального класса M3. Эффективная температура — около 3340 К.